# Liste der Naturdenkmale in Eberhardzell
| Naturdenkmale | Anzahl |
| ------------- | ------ |
| FND           | 1      |
| END           | 1      |
| Gesamt        | 2      |

Die Liste der Naturdenkmale in Eberhardzell nennt die verordneten Naturdenkmale (ND) der im baden-württembergischen Landkreis Biberach liegenden Gemeinde Eberhardzell. In Eberhardzell gibt es insgesamt zwei als Naturdenkmal geschützte Objekte, davon ein flächenhaftes Naturdenkmal (FND) und ein Einzelgebilde-Naturdenkmal (END).
Stand: 31. Oktober 2016.

## Flächenhafte Naturdenkmale (FND)
| Name                     | Bild | Kennung     | Einzelheiten | Position | Fläche Hektar | Datum        |
| ------------------------ | ---- | ----------- | ------------ | -------- | ------------- | ------------ |
| Märzenbecher-Hangwald    | BW   | 84260380001 | Eberhardzell | ⊙        | 0,6           | 24. Mai 1989 |
| Legende für Naturdenkmal |      |             |              |          |               |              |

## Einzelgebilde (END)
| Name                                       | Bild | Kennung     | Einzelheiten | Position | Fläche Hektar | Datum        |
| ------------------------------------------ | ---- | ----------- | ------------ | -------- | ------------- | ------------ |
| Sommerlinde (Hohbäumle), Gemeinde Füramoos |      | 84260380002 | Eberhardzell | ⊙        | 0,0           | 11. Mai 1993 |
| Legende für Naturdenkmal                   |      |             |              |          |               |              |